# 2022年冬季奥林匹克运动会厄立特里亚代表团
2022年冬季奥林匹克运动会厄立特里亚代表团是厄立特里亚所派出的2022年冬季奥林匹克运动会代表团。这是该国第二次参加冬季奥运。
厄利垂亞代表團僅由一名運動員組成。唯一代表該國參賽的高山滑雪運動員香農-歐格巴尼·亞比達在開閉幕典禮擔任掌旗官。

## 高山滑雪
根据国际滑雪联合会公布的各代表团所获席位列表，厄立特里亚队在高山滑雪项目上共可派出一名男选手参赛。
| 运动员               | 项目       | 第一次  | 第一次 | 第二次  | 第二次 | 总计    | 总计 |
| 运动员               | 项目       | 时间    | 排名   | 时间    | 排名   | 时间    | 排名 |
| -------------------- | ---------- | ------- | ------ | ------- | ------ | ------- | ---- |
| 香農-歐格巴尼·亞比達 | 男子大曲道 | 1:17.95 | 46     | 1:22.50 | 41     | 2:40.45 | 39   |